# Bartolomé Tavera Acosta
Bartolomé Tavera Acosta (Carúpano, Sucre, 24 de marzo de 1865 - Maracay, Aragua, 8 de febrero de 1931) fue un historiador y periodista venezolano. Se le considera uno de los precursores de la etnología y la lingüística modernas en Venezuela.

## Biografía
Nació el 24 de marzo de 1865 de Rosa Acosta Peña y el general de origen corso Juan Bautista Tavera. Finalizados sus estudios secundarios fue director y redactor, junto con Andrés Mata, los periódicos de Carúpano El Día y El Poder Civil (1887-1888). Participó en la Revolución Legalista de 1892 a favor del gobierno anduecista y, derrocado este, tuvo que abandonar Carúpano. Se radicó en isla de Margarita, donde fundó un nuevo periódico, La Aurora, en 1893. Dos años más tarde se residenció en Ciudad Bolívar y fundó el semanario Ecos y Notas (1896); también participó en la creación de la revista Horizontes.
A lo largo de su vida desempeñó toda una serie de cargos políticos: entre otros, fue gobernador del Territorio Federal Amazonas (1900), diputado a la Asamblea Legislativa del estado Bolívar (1904) y ministro de la Corte de Justicia (1914). Fue también secretario general de Gobierno del estado Bolívar (1921-1922) y del estado Aragua (1925-1927), del que fue nombrado presidente en 1929 y senador principal ante el Congreso Nacional entre 1930 y 1931. Asimismo, se le nombró miembro por el estado Bolívar de la Academia Nacional de la Historia.

## Obra
Tavera Acosta vivió más de 20 años en la Guayana Venezolana, por lo que desarrolló un gran interés por el patrimonio histórico, arqueológico y etnológico de la región. Ya en 1905 fue editado el primer tomo de una obra titulada Anales de Guayana. En este volumen estudió la historia de esa región desde el contacto y la colonización castellana hasta mediados del siglo XIX.
Frecuentemente viajó por las selvas de Guayana, lo que le dio ocasión para estudiar más de treinta tribus indígenas. Fueron importantes sus estudios de los petroglifos de diferentes zonas país, que se plasmaron en una obra que llevó por título Los petroglifos de Venezuela y que la Universidad Central de Venezuela publicó póstumamente en 1956. Todavía permanece inédita una parte de su obra.